# جوزف بناویدز
جوزف بناویدز (انگلیسی: Joseph Benavidez؛ زادهٔ ۳۱ ژوئیهٔ ۱۹۸۴) ورزشکار هنرهای رزمی ترکیبی اهل ایالات متحده آمریکا است. وی بین سال‌های ۲۰۰۶ تا ۲۰۲۱ میلادی فعالیت می‌کرد.